# 奧爾斯本德 (密蘇里州)
奧爾斯本德（英語：Owls Bend）是位於美國密蘇里州香農縣的非建制地區。

## 歷史
奧爾斯本德的郵局於1923年設立，其後於1955年停運。

## 地理
奧爾斯本德所處的海拔為高於海平面182米（即597英呎），而該地所採用的時區為UTC-6，即北美中部時區（CST）。同時該地設有夏令時間，為UTC-6調快一小時，即UTC-5（CDT）。